# 珀劳贝格
珀劳贝格是奥地利施蒂利亚州哈特贝格县的一个市镇。总面积33.85平方公里，总人口2251人，人口密度66.5人/平方公里（2005年）。